# يوراسيل
اليوراسيل (/ˈjʊərəsɪl/) (ويرمز له بالحرف U أو Ura)، هو أحد القواعد النيتروجينية الأربع في الحمض النووي الريبوسي (RNA). أما القواعد الأخرى فهي الأدينين (A)، والسيتوسين (C)، والجوانين (G). في الحمض النووي الريبوسي يرتبط اليوراسيل بالأدينين عبر رابطتين هيدروجينيتين. وفي الحمض النووي (DNA)، يُستبدل اليوراسيل بقاعدة الثايمين (T). ويُعد اليوراسيل الشكل منزوع الميثيل من الثايمين.
اليوراسيل هو مركب شائع وطبيعي من مشتقات البيريميدين. أُطلق عليه اسم "يوراسيل" لأول مرة عام 1885 من قبل الكيميائي الألماني روبرت بيريند، الذي كان يحاول تصنيع مشتقات من حمض اليوريك. وقد اكتشفه ألبرتو أسكولي عام 1900، حيث عُزل من خلال تحلل نوكلئين الخميرة مائيًا؛ كما وُجد أيضًا في الغدة الزعترية والطحال لدى الأبقار، وفي نُطَف سمك الرنجة، وجنين القمح. ويُعد اليوراسيل مركبًا مستويًا وغير مشبع، وله القدرة على امتصاص الضوء.
كُشف عن وجود اليوراسيل المتشكِّل خارج كوكب الأرض في نيزك مورشيسون، وعلى الكويكب القريب من الأرض "ريوغو"، وربما على سطح قمر زحل "تيتان". كما تم تخليقه مخبريًا في ظروف باردة تحاكي الفضاء الخارجي، وذلك من مادة بيريميدين مدمجة في جليد مائي ومعرَّضة للأشعة فوق البنفسجية.